# Кафе «Ромео»
Кафе «Ромео» (англ. Cafe Romeo) — канадський фільм, знятий 1991 року Рексом Бромфілдом.

## Сюжет
Бенні вчиться на стоматолога, тому що ця професія гарантує стабільні заробітки, а не тому, що життя не уявляє без чужих зубів. Він закоханий у Лію, але вона — дружина П'єро, який під два метри зростом і працює на мафію, вибиваючи гроші з боржників.

## У ролях
- Джей Бразо — Дін
- Гентрі Ф. Бромфілд — Джиммі
- Джозеф Кампанелла — Ніно
- Джон Кассіні — Марко
- Джонатан Кромбі — Бенні
- Фріда Бетрані — Мері
- Арлін Фенстер — медсестра
- Френк Ферруччі — Дарріо
- Мішель Грана — Еланор
- Шарлотта Гілл — маленька дівчинка
- Майкл Айронсайд — Натіно
- Стефанія Чікконе — мати
- Кемпбелл Лейн — Енцо
- Шарлін Мартін — блондинка на вечірці
- Джоанна Ньюмарк — Марла
- Періс Майлоз — власник ресторану
- Катрін Мері Стюарт — Лія
- Паула Спарр — подруга Ніка
- Івен Тайлор — Нік
- Говард Сторі — Паркер
- Майкл Тірнан — П'єро
- Гордон Вайт — батько маленької дівчинки
- Денальда Вільямс — Віра
- Рік Вокінгтон — продавець кавунами (в титрах не вказаний)